# Liste pakistanischer Verfassungen
Dies ist eine Liste pakistanischer Verfassungen. Derzeit in Kraft ist die Verfassung vom 12. April 1973.

## Übersicht
- Verfassung vom 26. Februar 1956 (ab 7. Oktober 1958 suspendiert)
- Verfassung vom 1. März 1962 (ab 1. April 1969 suspendiert)
- Verfassung vom 12. April 1973 (ab 5. Juli 1977 suspendiert)
- Übergangsverfassung vom 24. März 1981
- Verfassung vom 12. April 1973 (am 10. März 1985 wieder in Kraft gesetzt; am 14. Oktober 1999 suspendiert)
- Notstandsverfassung vom 26. Januar 2000
- Verfassung vom 12. April 1973 (am 21. August 2002 wieder in Kraft gesetzt)